# Биров, Антонин Александрович
Антонин Александрович Биров (1 февраля 1929 год, село Петерфалва, Чехословакия) — председатель колхоза «Прикордонник» Виноградовского района Закарпатской области. Герой Социалистического Труда (1971). Депутат Верховного Совета УССР 6 — 10 созывов.

## Биография
Родился 1 февраля 1929 года в крестьянской семье в селе Петерфалва, Чехословакия (сегодня — село Пийтерфолво в Закарпатской области). Окончил неполную среднюю школу в Румынии, гимназию в городе Берегово и венгерское отделение Хустского педагогического училища. С 1946 года работал учителем начальных классов, заведующим учебной частью, директором ряда школ Виноградовского района Закарпатской области. В 1954 году вступил в КПСС. В 1959 году окончил исторический факультет Ужгородского университета.
С 1959—1961 год — председатель колхоза «Комсомолец» села Дяково Виноградовского района. В 1961 году выбран председателем колхоза «Прикордонник» Виноградовского района. Под его руководством колхоз «Прикордонник» вышел в передовые сельскохозяйственные предприятия Закарпатской области. Руководил эти колхозом до выхода на пенсию в 1991 году.
Избирался делегатом XXIV съезда КПСС, XXV и XXVI съездов КПУ, депутатом Верховного Совета УССР 6 — 10 созывов.
В 1971 году удостоен звания Героя Социалистического Труда за выдающиеся успехи, достигнутые в развитии сельскохозяйственного производства и выполнении пятилетнего плана продажи государству продуктов земледелия и животноводства.

## Награды
- Герой Социалистического Труда — указом Президиума Верховного Совета СССР от 8 апреля 1971 года
- Орден Ленина
- Орден Октябрьской Революции
- Орден Трудового Красного Знамени
- Орден Дружбы народов
- Отличник народного образования УССР (1956)
- Отличник народного образования СССР (1980)